# Прокуратор (юрист)
Прокуратор — повірений у судах українських земель 16—18 ст., адвокат. Обов'язки прокуратора міг виконувати тільки шляхтич, обізнаний із місцевим правом і допущений судом до адвокатської діяльності. Прокураторами не могли бути урядники земського суду і гродського суду, а також особи духовного стану. Прокуратор представляв інтереси сторін на судовому процесі у випадку їх відсутності з поважних причин. Для незаможних осіб прокуратор міг призначатися судом безкоштовно. Прокуратор у Статуті ВКЛ 1566 (див. Статути Великого князівства Литовського) та в судовому діловодстві відомий під ім'ям «умоцований приятель». Статут ВКЛ 1588 передбачав кримінальну відповідальність прокуратора за недотримання інтересів сторони, яка його винаймала. Прокуратор не міг представляти інтереси особи, яку звинувачували у вбивстві. Після судової реформи 1763 (див. Судова реформа в Гетьманщин і 1760—1763) за представниками в судових установах утвердилася єдина назва «присяжні повірені».